# Duvin
Duvin (, toponimo tedesco; in romancio Duin ) è una frazione di 83 abitanti del comune svizzero di Ilanz/Glion, nella regione Surselva (Canton Grigioni).

## Geografia fisica
Duvin si trova in Val Lumnezia.

## Storia

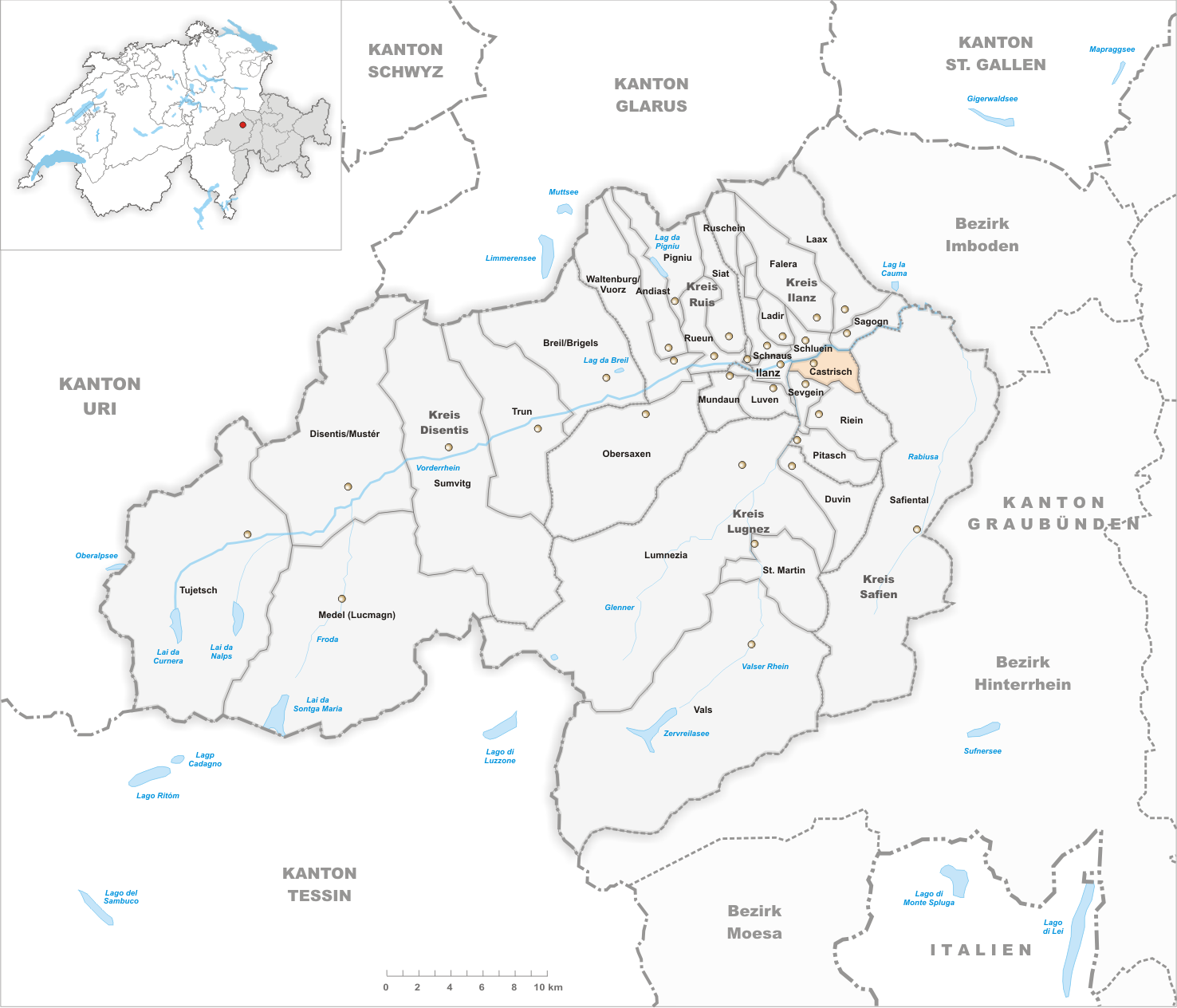
Il territorio del comune di Duvin prima degli accorpamenti comunali del 2014

Già comune autonomo che si estendeva per 17,93 km², il 1º gennaio 2014 è stato aggregato agli altri comuni soppressi di Castrisch, Ilanz, Ladir, Luven, Pigniu, Pitasch, Riein, Rueun, Ruschein, Schnaus, Sevgein e Siat per formare il nuovo comune di Ilanz/Glion.

## Monumenti e luoghi d'interesse
- Chiesa riformata di Santa Maria, attestata dal 1345[1];
- Case alpine con l'alzato in legno.

## Società

### Evoluzione demografica
L'evoluzione demografica è riportata nella seguente tabella:
Abitanti censiti

### Lingue e dialetti
La maggioranza della popolazione parla la lingua romancia.